# A.F.M. Ahsanuddin Chowdhury
Abul Fazal Mohammad „AFM” Ahsanuddin Chowdhury (ur. 1 lipca 1915, zm. 30 sierpnia 2001) – polityk, były prezydent Bangladeszu.

## Biografia
Chowdhury urodził się w roku 1915. Ukończył studia i uzyskał dyplom licencjata z prawa na Uniwersytecie w Dhace. Od 1942 pracował w bengalskiej służbie sądowej. Pełnił funkcję sędziego rejonowego w Sylhet, Rangpur i Dhace. Mianowany sędzią Sądu Najwyższego w Dhace 17 grudnia 1968 rzez ówczesnego prezydenta Pakistanu, Khana, a następnie sędziego Wydziału Apelacyjnego Sądu Najwyższego od 30 stycznia 1974. Ze sądownictwa odszedł 1 lipca 1977. Po przewrocie wojskowym w marcu 1982  szef sztabu Hosajn Mohammad Erszad objął władzę jako wojskowy przywódca stanu wojennego, a Ahsanuddin Chowdhury został prezydentem Bangladeszu 27 marca 1982 i pełnił tę funkcję do 10 grudnia 1983. Następnie Erszad zdymisjonował Ahsanuddina i sam objął stanowisko prezydenta.